# 米米CLUB
米米CLUB（こめこめクラブ、英: KOME KOME CLUB）は、日本のバンド。1982年結成。所属芸能事務所はウェルストーン・ヴォイス。所属レコード会社はソニー・ミュージックエンタテインメントで、レーベルはソニー・ミュージックレーベルズ内のSony Records。1997年解散、2006年再結成。公式ファンクラブは「COME COME CLUB（カム・カム・クラブ）」（1997年まで）。略称は「米米」「K2C」。

## 概要
文化学院のサークル仲間だった石井竜也（カールスモーキー石井）、小野田安秀（ジェームス小野田）、大久保謙作 (BON) らにより、卒業後の1982年秋に結成。アマチュア時代から積極的にメディア出演を繰り返し、1985年にレコードデビュー。主な代表曲は「浪漫飛行」、「君がいるだけで」。
ダンサーチーム「SUE CREAM SUE（シュークリームシュ）」や、インストバンド「BIG HORNS BEE（ビッグ・ホーンズ・ビー）」を筆頭にサポートメンバーを多く抱える大所帯バンドである。石井の手掛ける舞台美術やコンサートでの寸劇、映像製作などを特徴としていた。
石井の監督映画『ACRI』の興行失敗などが影響しバンドの維持が困難になり1997年に解散。米米の解散発表は当時大きな話題となり解散公演である「THE LAST SYMPOSIUM」は東京ドームという巨大キャパシティにもかかわらずチケットが即日完売した（動員数は44,444人。2公演で88,888人）。
その後、2006年に10月までの期間限定で再結成を発表したが、10月22日に横浜アリーナで行われたコンサートツアーの最終日に期間限定の撤回を宣言。以降は各自のソロ活動などの合間を縫ってスローペースながらも作品を発表している。1997年の解散までは公式ファンクラブ「COME COME CLUB」があったが、再結成以降はファンクラブを設置していない。

## メンバー
1982年、米米CLUBのライブにシュークリームシュも参加。シュークリームシュ初期メンバーはマキ・ミユキ・MARI（マリ）・MINAKO（ミナコ）。マキ・ミユキがシャリシャリズム事務スタッフになり、後にサトミが、シュークリームシュのダンサー兼米米CLUBの衣装担当で参加。
1988年に博多めぐみが脱退し、サトミも結婚により脱退。1988年にシュークリームシュ、MARI（マリ）・MINAKO（ミナコ）が正式にメンバーとなって以来、米米CLUBのメンバーは8人という定義で活動していた。「8」という数にこだわり、1993年にはコンサート「THE 8TH OF ACE」で、デビュー8年目を記念し八角形の日本武道館で8日間公演を行った。1995年4月、その内2人の脱退を境に、BIG HORNS BEEのメンバーやサポートメンバーも米米CLUBの一員であるというスタンスを取るようになり、正規メンバーとサポートメンバーの区別をやめた。コンサート毎に違うサポートミュージシャンが参加することが度々あった。以降はダンサーも増やしたため、メンバーの入れ替えや増加が激しく、彼ら自身ですら最終的に何人で活動しているのか分かっていないことも多く、石井などはトーク番組で「うちはメンバーが何人いるのかわからない」とネタにしていたほどであった。なお、再結成後は正規メンバーとサポートメンバーの区別を再び行っている。また、定義上は「米米CLUBは8人」だが、現在はこれに林部が正規メンバーに加入し、9人として今に至る。

### 現メンバー
| 名前                 | パート                                           | 生年月日               | 出身地         | 在籍期間                  | 備考 |
| -------------------- | ------------------------------------------------ | ---------------------- | -------------- | ------------------------- | --- |
| ジェームス小野田     | ボーカル                                         | 1959年11月8日（65歳）  | 神奈川県川崎市 | 1982年 - 1997年、2006年 - | 本名は小野田 安秀（おのだ やすひで）。                                                                                           |
| カールスモーキー石井 | ボーカル                                         | 1959年9月22日（65歳）  | 茨城県北茨城市 | 1982年 - 1997年、2006年 - | 本名は石井 竜也（いしい たつや）。                                                                                               |
| BON                  | ベース コーラス                                  | 1960年3月5日（65歳）   | 神奈川県川崎市 | 1982年 - 1997年、2006年 - | 米米CLUBリーダー。本名は大久保 謙作（おおくぼ けんさく）。                                                                       |
| フラッシュ金子       | サックス キーボード 三線 コーラス プログラミング | 1964年3月22日（61歳）  | 千葉県         | 1985年 - 1997年、2006年 - | BIG HORNS BEE主宰者。1986年から正規メンバー。本名は金子 隆博（かねこ たかひろ）。                                                |
| MARI                 | ダンス パーカッション コーラス                   | 生年月日非公表         | 茨城県         | 1984年 - 1996年、2006年 - | SUE CREAM SUE。1988年から正規メンバー。本名は天ヶ谷 真利（あまがや まり）。                                                      |
| MINAKO               | ダンス 振付 コーラス                             | 1961年12月18日（63歳） | 茨城県         | 1984年 - 1997年、2006年 - | SUE CREAM SUE。1988年から正規メンバー。 カールスモーキー石井の妹であり、フラッシュ金子の妻。本名は金子 美奈子（かねこ みなこ）。 |
| BE                   | ギター コーラス                                  | 1965年7月29日（60歳）  | 東京都         | 1990年 - 1997年、2006年 - | 第1期はサポートメンバー。 第2期から正規メンバー。本名は林部 直樹（はやしべ なおき）。                                            |
| RYO-J                | ドラムス コーラス                                | 1959年4月25日（66歳）  | 福岡県         | 1985年 - 1995年、2006年 - | 本名は坂口 良治（さかぐち りょうじ）。                                                                                           |
| ジョプリン得能       | ギター プログラミング キーボード コーラス        | 1959年8月10日（66歳）  | 東京都         | 1982年 - 1995年、2006年 - | 本名は得能 律郎（とくのう りつろう）。                                                                                           |

### サポートメンバー
名称・以前はK2C Cousinと呼ばれていたが、現在ではサポートメンバーと石井の紹介では言われている
| 名前             | パート                  | 生年月日               | 出身地         | 在籍期間                  | 備考                                                        |
| ---------------- | ----------------------- | ---------------------- | -------------- | ------------------------- | ----------------------------------------------------------- |
| MATARO           | パーカッション コーラス | 1960年10月23日（64歳） | 北海道苫小牧市 | 1990年 - 1997年、2006年 - |                                                             |
| MACHICO          | コーラス                | 12月3日（生年非公表）  | 岩手県         | 1991年 - 1997年、2006年 - | The Coconut Cupsのメンバー                                  |
| テキーラまさはる | ダンス MC その他色々    | 1985年12月17日（39歳） | ベネズエラ     | 2013年2月 -               | 2013年2月から米米CLUBアリーナツアーにサブボーカルとして参戦 |

### 元メンバー・サポートメンバー
| 名前               | パート           | 生年月日              | 出身地             | 在籍期間                | 備考 |
| ------------------ | ---------------- | --------------------- | ------------------ | ----------------------- | --- |
| コータロー         | ダンス           | 1967年3月11日（58歳） | 東京都             | 1993年 - 1997年、2009年 | 本名は竹下宏太郎。 「SHARISHARISM ACE」からサポートとして参加。 1995年から解散までは正規メンバー。 再結成後はSUNRICEツアーのみサポートとして復帰。            |
| 博多めぐみ         | ギター           | 1962年7月2日（63歳）  | 神奈川県川崎市     | 1982年 - 1988年         | 本名は坂本琢司。 音楽性の違いで脱退。 |
| 丘くらら           | ギター           | 生年月日非公表        | 出身地非公表       | 1988年 - 1989年         | 本名は倉丘孝尚。 「B.C.SHARISHARISM」と「SHARISHARISM 7」にデシャバリズム研修生として参加。                                                                   |
| ジュリアーノ奈良部 | キーボード       | 1961年3月4日（64歳）  | 東京都             | 1993年 - 1994年 2023年  | 本名は奈良部匠平。 「SHARISHARISM ACE」〜「SHARISHARISM IOTA」にサポートメンバーとして参加。 再結成後は「WILD SOUL CARNIVAL」のグランキューブ大阪公演に参加。 |
| ジュリアーノ勝又   | キーボード       | 生年月日非公表        | 出身地非公表       | 1995年 - 1997年         | 本名は勝又隆一。2024年11月逝去。 |
| トシ               | ドラムス         | 生年月日非公表        | 出身地非公表       | 1995年 - 1997年         | 本名は高畠俊男。 加入前からシュークリームシュのバックバンドを務めていた。                                                                                     |
| マル               | パーカッション   | 1960年2月11日（65歳） | 神奈川県横浜市     | 1982年 - 1987年         | 本名は丸山龍男。 |
| タカ               | ヴィブラスラップ | 生年月日非公表        | 富山県舟橋村       | 1982年 - 1987年         | 本名は中村綾鷹。 |
| Bohz               | パーカッション   | 1963年12月3日（61歳） | 神奈川県中郡二宮町 | 1988年 - 1989年         | 本名は大儀見元。 「B.C.SHARISHARISM」と「SHARISHARISM 7」に参加。                                                                                             |
| ヒマラヤン下神     | トランペット     | 1964年7月15日（61歳） | 東京都国立市       | 1986年 - 1997年         | 本名は下神竜哉。 BIG HORNS BEEのメンバーとして参加していたが、第1期解散後に脱退。 再結成後はサポートメンバーとして状況に応じて参戦。                          |
| アンデス村田       | トロンボーン     | 1963年7月25日（62歳） | 静岡県静岡市       | 1985年 - 1986年         | 本名は村田陽一。 BIG HORNS BEEのメンバーとして参加していたが脱退。                                                                                            |
| ロッキー多田       | トランペット     | 生年月日非公表        | 東京都渋谷区       | 1985年 - 1988年         | 本名は多田暁。 BIG HORNS BEEのメンバーとして参加していたが脱退。 サポートメンバーとして、TV収録など状況に応じて参加。                                         |
| ビューティー近藤   | サックス         | 1964年5月27日（61歳） | 山梨県甲府市       | 1989年 - 1990年         | 本名は近藤和彦。 BIG HORNS BEEのメンバーとして参加していたが脱退。                                                                                            |
| シンジ             | ダンス コーラス  | 1969年9月9日（55歳）  | 佐賀県             | 1995年 - 1997年         | 本名は吉浦進二。 前述のコータローの仕事仲間。 |
| サトミ             | ダンス           | 生年月日非公表        | 出身地非公表       | 1984年 - 1988年         | 本名は松井聡美（旧姓は青山）。 かつてのSUE CREAM SUEのSweet Sue・サトミ。結婚により脱退。                                                                     |

## 来歴

### 初期
バンドの前身は、1979年から1981年にかけて活動した「A-Ken」という映画研究会。「米米CLUB」というバンド名は当時人気のバンド「トム・トム・クラブ」を、小野田が「コメコメクラブ」と言い間違えたことに周りが大ウケし、「そんなバンドあったら面白いよな」と言い合ったのが発端と言われている。また、石井が冗談まじりに「とにかくダサいバンド名にしようぜ」と主張したという他にも、「雑誌などで注目してもらうため『※※クラブ』と名づけたが『米米クラブ』と誤表記されてしまった」という説もある。
1981年秋のある夜、大久保（BON）と小野田の2人は「米米クラブ」という架空のパロディバンドがあると仮定し、その時のノリで「私こしひかり」「奥さん米屋です」「夜泣き米屋」といったオリジナルソング10曲を作り、テープに録音する。しかし、それはほんの軽い遊びであり、以降は2人の記憶から消えていった。1982年3月には、文化学院を卒業。大久保は進学、小野田は就職、石井は街頭パフォーマンスなどをして過ごしていた。だが、1982年10月頃に、大久保と小野田がすっかり忘れていた「米米クラブ」の話を石井がどこからか聞きつけ(BONの 誰から聞いたの？ の問いに  俺、BONからだと思うよ。石井談  おいしいとこだけ、10年分より)、「"米米クラブ"ってバンドやろうぜ」としつこく言い出し、大久保のバイト先にも石井から電話があり大久保がバイトから帰って来ると大久保の家に石井がいて夕飯を食べていたり等、しぶしぶ大久保がリーダーとなり、昔の音楽仲間を集め、何とかバンドとしての体裁を整えたのが始まりである。
1982年11月23日に、慶應義塾大学三田祭でオリジナル曲8曲と山本リンダの「狂わせたいの」を披露。その場限りのおふざけバンドのつもりが、観客の好評を得た。メンバーも、ライブに空間的総合芸術の光を感じ、以後ライブハウスで活動を重ね「謎のパフォーマンス集団」などと呼ばれテレビや雑誌にも登場して話題となり、1985年10月21日にシングル『I・CAN・BE』、アルバム『シャリ・シャリズム』で、CBSソニー（現 ソニー・ミュージックレコーズ）からデビュー。この頃、シングルやアルバム、雑誌では「米米クラブ」と表記されていた。デビューお披露目ライブ直前にドラマーShin.(森信治）が脱退し、急遽スタッフが連れてきたcharがドラムを担当することになり、それ以降charと米米クラブの仲は親密になった。
この当時は、まだ駆け出しの新人バンドだったという事もあり、レコーディングの際はプロデューサーの言うことを聞かざるを得ず、自分たちの思い通りに演奏やアレンジをすることが出来なかった。「Paradise」の歌詞が2種類存在したり、「sûre danse」（シュール・ダンス）のアレンジがライブとアルバムで違うのはこのためである。これに関しては、当時メンバーも皮肉を込めて「アルバムはライブとは別物」「ノベルティみたいなもの」などと語っている。
ファンクミュージックをベースとした楽曲や演奏技術、メンバーの音楽センスを高く評価する声もあったが、奇抜な衣装やメイク、コントのようなMCやキャラクター重視で寸劇混じりの演出などにより、デビュー当初は“イロモノ”として扱われることが多かった。当時、同じソニー系列のレコード会社に所属していた聖飢魔II、爆風スランプと合わせて「ソニー三大色物バンド」と呼ばれたこともあった。
フジテレビの『冗談画報』（1987年10月22日放送）で「sûre danse」のパロディ版「syunou danse」（収納箪笥）を披露したり、ミニアルバムに「Paradise」のパロディ版「parodies」を収録する等、前述の“イロモノ”扱いはこういったところにも表れている。
1987年公開の映画『微熱少年』のダンスパーティーシーンに、当時EPICあるいはCBSソニーに所属していたアーティストが数組エキストラとして出演することになり、米米CLUBも特にセリフはないがワンカット出演している。

### 全盛期
米米クラブの曲、衣装、ライブ、映画(出演者も含む)等は幅広い年齢層に楽しんでもらえる様な分野や当時の流行も取り入れており、1988年にはシングル『KOME KOME WAR』、アルバム『GO FUNK』が、1989年にはシングル『FUNK FUJIYAMA』、アルバム『5 1/2』が売上ランキング上位に入り、1990年に「浪漫飛行」がシングルカット後にミリオンセラー、日本航空（JAL）の沖縄キャンペーンのCMソングに使用された。次第にJ-POPバンドとして世間に認知されるようになった。ただ、世間でヒットしたいわゆる売れ線系統の曲だけでなく、マイナーでディープなソーリー曲と呼ばれる楽曲も存在していた。ソーリー曲とは「ふざけた曲を歌っても、すぐに"Sorry"と謝り許してもらおう」「謝ってしまえば何でもあり」というような志向で作られた楽曲群であり、元々は「ウンコ曲」「企画物曲」と呼ばれていた。
ユニークなアルバム・タイトルが多く、ファーストアルバム『シャリ・シャリズム』（SHARI-SHARITHM）は、米米CLUBの活動のために立ち上げた個人事務所の名称（SHARISHARISM）でもあり、「米（シャリ）+リズム+〜イズム」の造語。セカンド・アルバム『E・B・I・S』は、個人事務所（SHARISHARISM）が恵比寿にあることから。他にはもじりを多用し、『KOMEGUNY』はロサンゼルスでレコーディングをしたことから「アメリカ＝米国＝こめぐに」、『GO FUNK』は「ご飯食う」、『5 1/2』は「5半＝ご飯」、『聖米夜』は「精米屋」、『PhiII』は「櫃」、ラスト・アルバムの『PUSHED RICE』は「押米＝おしまい」など、ダブルミーニングなどを多用した凝ったものが付けられた。ファンクラブ名も「米米CLUB」をもじり「COME COME CLUB」（カムカムクラブ）という名前だった。
コンサートも、他のバンドとは位置付けが大きく違い、「音楽を演奏するためのコンサート」というより「エンターテイメントショーのメインが音楽」というスタンスであり、「何よりもライブが活動の中心」という意識を強く持ち続けていた。多くのコンサートで2パターンないし3パターンの演出を準備し、セット・衣装・曲目ともすべて違うものを日替わりで行うなど、ショーへのこだわりは徹底しており、リハーサルは本番と寸分違わずに行っていたという。コンサートツアーの度に新曲が披露されたが、最後までレコーディングされず、コンサートでしか聴けなかった曲も多い。初期から演奏していた山本リンダの曲は、最後まで人気が高く、小野田のボーカルで「狂わせたいの」「どうにもとまらない」などをよく演奏していたが、「狙いうち」などは、原曲にはない3番を作詞して歌っていた。
また、ただ観せるだけではなく、石井を筆頭とするメンバーのパフォーマンスにより、観客をショーに巻き込む手腕も一流で、皆がシュークリームシュの振り付けを真似て踊ることも定番となり、アリーナクラスのホールでは壮観な客席風景となった。観客が振り真似などをするコンサートは当時まだ少なく、客席が舞台と一体感を味わうための創意工夫がされたコンサートの先駆けであった。テーマパークの様なステージ、ライブ会場の中央に舞台を配置したステージ、米米CLUBのリーダーのBONの顔で帽子の部分に羽をつけたオブジェのセット等、初めて米米CLUBのライブに来た人も米米CLUBファンにとっても幅広い年齢層が楽しめるライブであり、メンバーの衣装を真似て自作しコンサートに着てくるファンも多く、コスプレの先駆けでもあった。この頃、ファンクラブの会報でコンサートの衣装デザインをファンから募集。会議中にコンサートでは動きづらいのでは？ という意見もあったが縁起の良い金魚に決定。それらが話題となり、コンサートのチケットは常に入手困難であったため、家庭用ビデオの普及も背景に、コンサートを収録したビデオの発売が熱望され、後に、映像作品としても評価されるコンサートビデオを制作した。

### 後期
1992年、フジテレビ月9ドラマ『素顔のままで』の主題歌に「君がいるだけで」が起用され、同曲は累計売上289.5万枚を記録し、同年の第34回日本レコード大賞（TBSテレビ・ラジオ）を受賞するなどの大ヒットを飛ばすと、米米CLUBの知名度は一気に上昇し、ファン層は拡大、一方でそれ以降の曲は、広いファン層や売上げを要求されたものが多くなってしまった。彼らの特徴であったコミカルな要素が減り、フロントマンの1人であった小野田の活動は縮小、石井1人がメインボーカルを担当することが多くなった。そうした状況の変化は、これまではバンド活動を中心に行われて来た石井のアーティスト活動が、映画制作や個展といった公の場に移っていった。
そうした状況の変化と音楽性の違いと方向性の違いが原因となってか、1995年には結成当初からのメンバーであった坂口と得能が脱退。米米CLUBの基本的姿勢として、すべての楽曲で「作詞・作曲（・編曲） 米米CLUB」とクレジットし、ギャラを全メンバーできっちり等分するというものがあったが、1993年頃から編曲の名義は個人名も出し、石井の映画主題歌などでは石井個人名義でクレジットする、などの行動があったことにより、軋轢が生じたとの見方もある。

### 解散
2人の脱退をきっかけに、次第にバンド活動に困難が生じ、人気面にもその影響は現れるようになる。脱退した2人に対するエールの意味合いを込めてリリースされた「JUST MY FRIEND」では皮肉にもオリコントップ10から大きく外れ、翌1996年の「STYLISH WOMAN」ではオリコン20位以内にすら入らないなどヒット曲が出せなくなり、人気に陰りが見えてくる。また、ダンサーチーム「SUE CREAM SUE」がマリの米米CLUB脱退によって解散し、バンドは解体へと突き進んでいく。のちにジェームス小野田は当時の心境を次のように語っている。
また、石井とBONも後に次のようにコメントしている。
また、1996年公開の映画『ACRI』が興行的に振るわず石井竜也が10億円を超える借金を背負うことになったのも解散の一因と語っている。
この1996年は一切のライブ活動は行われず、11月に解散の発表がされ、1997年3月5日・6日に東京ドームで行われたラストライブ「THE LAST SYMPOSIUM」を最後に解散、以後各々ソロ活動に入った。

### 再結成
2005年6月16日、古くから親交のあるCharの50歳のバースデーパーティーを開催するに当たり、Charの息子であるRIZEのJESSEが、「サプライズで米米をやってほしい」と石井やメンバーに頼み、石井もCharに恩返しするという意味も込めて、久々に演奏することになった。この時の演奏が再結成のきっかけとなった。デビュー20周年の日にあたる10月21日、ファン投票によるリクエストベスト・アルバム『米 〜Best of Best〜』がリリース。2005年12月には、青山のライブハウスでシュークリームシュの一夜限りの復活ライブが行われ、米米CLUBのメンバーがバンドとして出演した。また、特別ゲストとして小野田が出演し、往年のヒット曲を歌った。
2006年3月21日、石井のソロライブで「愛 Know マジック」をBGMに米米CLUBのマスコットであったダブルドリブルが登場し、「米米CLUB、はじめます！」と宣言。翌日午前0時ちょうどに公式サイトが立ち上がり「2006年4月1日から活動開始」との発表があった。林部が正規メンバーに加入、後期にバンドを去った得能と坂口、SUE CREAM SUEのマリも復帰しての再結成となり、当初10月まで期間限定の活動と告知された。もう決して若いとは言えなくなったメンバーたちの「もうひと弾けしたい」という気持ちが再結成につながったという。その後、3ヶ月連続のDVD付きシングル発売、大規模アリーナツアーなどを発表する。各シングルは全てオリコン10位以内を獲得、ツアーチケットも全公演完売するなど、大きな話題となった。
そうした反応にメンバーが手応えを感じ、10月22日に横浜アリーナで行われたツアーの最終日には、石井自ら期間限定を撤回し、活動を継続することを発表した。公式サイトには10月22日付で「米米CLUB」名義の期間限定解除への経緯と解散撤回の決意を示すコメントも載せられ、翌年9月5日には再始動後初となるオリジナル・アルバム「komedia.jp」を発売、オリコンチャート10位を記録した。なお、この解散撤回宣言は、「ソロ活動はしない」という意味ではなく、石井をはじめとする各メンバーのソロ活動も継続して行うとしている。
2007年の第58回NHK紅白歌合戦（NHK総合・ラジオ第1）に、第47回以来11年ぶりに出場（#NHK紅白歌合戦出場歴参照）。
2009年10月14日に2年ぶりの最新アルバム『SUNRICE』の発売が決定。同年には全国ホールツアーとしては「a K2C ENTERTAINMENT SHARISHARISM DECADENCE」ツアー以来17年ぶりとなるホールツアー「SUNRICE〜宇宙からの地球編・地球からの宇宙編」を行い、追加公演として2010年1月に横浜アリーナで「LOVE SUNRICE編・SUNRICE LIVE編」を行った。また、仙台公演中にカールスモーキー石井の体調不良により、2009年12月に予定されていた大阪公演は、2010年2月に延期となり「宇宙からの地球編・地球からの宇宙編」で2月5日で千秋楽となった。
2012年3月20日、千葉県幕張メッセ国際展示場 9・10・11ホールにて、プリンセス プリンセス、TM NETWORKと共に東日本大震災復興チャリティイベント「ALL THAT LOVE -give & give-」を開催。同年4月から全国ホールツアー「A KOMEKOMECLUB ENTERTAINMENT 2012 米米倶楽部熱烈巡回公演 天然 〜NATURAL〜」を開催し、8月8日には、DVDシングル「天然の美」をリリース。2013年1月30日には、シングル『TAKARABUNE』をリリースし、同年2月からは全国アリーナツアー「A KOMEKOMECLUB ENTERTAIN MENT 2013 大天然祭 SUPER NATURAL CARNIVAL 〜大漁歌い込み〜」を開始し、そのうち、2月9日・10日は日本武道館で開催。日本武道館で開催されたのは、1993年1月の8DAYSライブ「a K2C ENTERTAINMENT SHARISHARISM ACE -THE 8TH OF ACE-」以来、20年ぶりとなった。
2013年11月27日にはシングル『どんまい』をリリース、「どんまい」が映画「あさひるばん」の主題歌になった。また、「どんまい」には新曲「どうにかこうにか」や20年前のライブで披露されたが、音源化されていなかった「東京ライフ」が収録された。
2015年10月21日、オリジナル・アルバム全16作がリマスタリング、Blu-spec CD 2採用、ボーナスDVD付で再発された。
2017年3月、約4年半振りとなる全国ツアー「a K2C ENTERTAINMENT TOUR 2017 〜おせきはん〜」を9月9日より開催することと、実質上最後のオールタイム・ベスト・アルバム『LAST BEST 〜豊作参舞〜』を8月8日（米米の日）に発売することが決定した。4年間はバンドとしての活動を休止し、石井がソロ、小野田がソロや自身の音楽プロジェクトで頻繁に活動する事が多かった為である。以後は2年に1回のペースで全国ツアーを開催している。
2019年1月からは「a K2C ENTERTAINMENT TOUR 2017 〜おせきはん〜」後継的位置付けのツアーとして「a K2C ENTERTAINMENT TOUR 2019 〜おかわり〜」を開催。日本全国26公演を予定していたが、福岡と熊本公演がカールスモーキー石井の急病により中止。4月の振替公演となったが、振替公演の案内は1月20日の福岡公演の2日後、熊本公演のわずか1日後にアナウンスされた。  
2025年8月8日22時、デビュー40周年を前に、YouTubeチャンネルTHE FIRST TAKEにてフルメンバー17名による一発撮りの浪漫飛行が公開され話題を呼ぶ。公開当日のYouTubeデイリーミュージックビデオランキングで12位、翌日1位に輝き、公開1週間時点で再生数は250万回を超えている。。

## ディスコグラフィ

### シングル
|      | 発売日                                      | タイトル                   | 規格              | 規格品番                                                                           | 順位 |
| ---- | ------------------------------------------- | -------------------------- | ----------------- | ---------------------------------------------------------------------------------- | ---- |
| 1st  | 1985年10月21日                              | I・CAN・BE                 | EP                | 07SH-1704                                                                          | 67位 |
| 2nd  | 1986年4月21日                               | Shake Hip!                 | EP                | 07SH-1765                                                                          | 54位 |
| 3rd  | 1986年7月21日                               | 加油 (GAYU)                | 12inchEP          | 12AH-2074                                                                          | 27位 |
| 4th  | 1987年4月22日                               | Paradise                   | EP                | 07SH-1915                                                                          | 19位 |
| 5th  | 1987年9月21日                               | sûre danse                 | EP CT             | 07SH-1981 10KH-2315                                                                | 19位 |
| 6th  | 1988年2月1日 （山田実とトップ・ゴージャス） | 嫁津波                     | EP CT             | 07SH-2031 10KH-2404                                                                | 42位 |
| 7th  | 1988年8月26日                               | KOME KOME WAR              | EP CT 8cmCD       | 07SH-3097 10WH-3097 10EH-3097                                                      | 5位  |
| 8th  | 1988年10月21日                              | TIME STOP                  | EP CT 8cmCD       | 07SH-3129 10WH-3129 10EH-3129                                                      | 25位 |
| 9th  | 1989年10月21日                              | FUNK FUJIYAMA              | CT 8cmCD          | CSSL-3011 CSDL-3011                                                                | 2位  |
| 10th | 1990年4月8日                                | 浪漫飛行                   | CT 8cmCD          | CSSL-3088 (CT東日本) CSSL-3089 (CT西日本) CSDL-3088 (CD東日本) CSDL-3089(CD西日本) | 1位  |
| 11th | 1990年12月12日                              | Shake Hip! (Ishii Version) | CT 8cmCD          | CSSL-3211 CSDL-3211                                                                | 5位  |
| 12th | 1991年9月21日                               | ひとすじになれない         | CT 8cmCD          | SRSL-3298 SRDL-3356                                                                | 3位  |
| 13th | 1992年5月4日                                | 君がいるだけで/愛してる    | CT 8cmCD          | SRSL-3338 SRDL-3465                                                                | 1位  |
| 14th | 1992年12月10日                              | ORION                      | 8cmCD             | SRDL-3585                                                                          | 6位  |
| 15th | 1993年5月21日                               | ときの旅路 〜REXのテーマ〜 | 8cmCD             | SRDL-3653                                                                          | 3位  |
| 16th | 1993年10月1日                               | 愛はふしぎさ               | 8cmCD             | SRDL-3714                                                                          | 2位  |
| 17th | 1994年3月25日                               | ア・ブラ・カダ・ブラ       | 8cmCD             | SRDL-3811                                                                          | 2位  |
| 18th | 1994年9月21日                               | 俺色にそまれ               | 8cmCD             | SRDL-3916                                                                          | 2位  |
| 19th | 1994年11月10日                              | 手紙                       | 8cmCD             | SRDL-3930                                                                          | 6位  |
| 20th | 1995年4月21日                               | ワンダブルSUNでぃ          | 8cmCD             | SRDL-4004                                                                          | 5位  |
| 21st | 1995年5月21日                               | JUST MY FRIEND             | 8cmCD             | SRDL-4021                                                                          | 18位 |
| 22nd | 1995年7月24日                               | すべてはホントでウソかもね | 8cmCD             | SRDL-4050                                                                          | 7位  |
| 23rd | 1996年3月1日                                | STYLISH WOMAN              | 8cmCD             | SRDL-4150                                                                          | 23位 |
| 24th | 1997年1月25日                               | Special Love               | 8cmCD             | SRDL-4329                                                                          | 12位 |
| 25th | 2006年7月19日                               | WELL COME 2                | 12cmCD+DVD        | SRCL-6392/3                                                                        | 9位  |
| 26th | 2006年8月23日                               | E-ヨ                       | 12cmCD+DVD        | SRCL-6397/8                                                                        | 5位  |
| 27th | 2006年8月30日                               | 君を離さない               | 12cmCD            | SRCL-6399                                                                          | 9位  |
| 28th | 2006年9月20日                               | MATA©TANA                  | 12cmCD+DVD        | SRCL-6410/1                                                                        | 8位  |
| 29th | 2007年6月20日                               | 御利益                     | 12cmCD            | SRCL-6577/8(初回) SRCL-6579(通常)                                                  | 13位 |
| 30th | 2007年8月8日                                | WE ARE MUSIC!              | 12cmCD+DVD        | SRCL-6595/6                                                                        | 17位 |
| 31st | 2008年6月4日                                | つ・よ・が・り             | 12cmCD+DVD 12cmCD | SRCL-6803/4(初回) SRCL-6805(通常)                                                  | 7位  |
| 32nd | 2008年8月8日                                | 080808                     | 12cmCD            | SRCL-6888                                                                          | 18位 |
| 33rd | 2009年9月30日                               | ふりむかないで             | 12cmCD+DVD 12cmCD | SRCL-7118/9(初回) SRCL-7120(通常)                                                  | 14位 |
| 34th | 2009年10月7日                               | 恋のギャンブル             | 12cmCD+DVD 12cmCD | SRCL-7121/2(初回) SRCL-7123(通常)                                                  | 12位 |
| 35th | 2013年1月30日                               | TAKARABUNE                 | 12cmCD+DVD 12cmCD | SRCL-8223/4(初回) SRCL-8225(通常)                                                  | 15位 |
| 36th | 2013年11月27日                              | どんまい                   | 12cmCD+DVD 12cmCD | SRCL-8417/8(初回) SRCL-8419(通常)                                                  | 31位 |
| 配信 | 2017年5月10日                               | コドモ ナ オトナ / Uplight | 12cmCD+DVD 12cmCD | 配信限定                                                                           |      |
| 37th | 2021年1月6日                                | 愛を米て                   | 12cmCD+DVD 12cmCD | SRCL-11636/7(初回) SRCL-11638(通常)                                                |      |
| 配信 | 2021年12月1日                               | WHO?                       |                   | 配信限定                                                                           |      |

### アルバム

#### スタジオ・アルバム
|      | 発売日         | タイトル                  | 規格                            | 規格品番                                                         | 順位 |
| ---- | -------------- | ------------------------- | ------------------------------- | ---------------------------------------------------------------- | ---- |
| 1st  | 1985年10月21日 | シャリ・シャリズム        | LP CD CT Blu-spec CD2+DVD       | 28AH-1935 32DH-468 28KH-1751 SRCL-30012/3                        | 35位 |
| 2nd  | 1986年10月10日 | E・B・I・S                | LP CD CT Blu-spec CD2+DVD       | 28AH-2090 32DH-534 28KH-1964 SRCL-30014/5                        | 3位  |
| 3rd  | 1987年10月21日 | KOMEGUNY                  | LP CD CT Blu-spec CD2+DVD       | 28AH-2250 32DH-823 28KH-2327 SRCL-30016/7                        | 3位  |
| 4th  | 1988年9月21日  | GO FUNK                   | LP CD CT Blu-spec CD2+DVD       | 28AH-5117 32DH-5117 28KH-5117 SRCL-30018/9                       | 1位  |
| 5th  | 1989年11月11日 | 5 1/2                     | CD CT Blu-spec CD2+DVD          | CSCL-1030(CD初回) CSCL-1031(CD通常) CSTL-1030 SRCL-30020/1       | 1位  |
| 6th  | 1991年1月25日  | K2C                       | CD CT Blu-spec CD2+DVD          | CSCL-1625/6(CD初回2-CD) CSCL-1627(CD通常) CSTL-1627 SRCL-30022/3 | 1位  |
| 7th  | 1991年4月25日  | 米米CLUB                  | 2-CD Blu-spec CD2+DVD           | SRCL-1785/6 SRCL-30024/5                                         | 1位  |
| 8th  | 1992年6月25日  | Octave                    | CD CT Blu-spec CD2+DVD          | SRCL-2428 SRTL-1819 SRCL-30026/7                                 | 1位  |
| 9th  | 1992年12月10日 | 聖米夜                    | CD Blu-spec CD2+DVD             | SRCL-2520 SRCL-30028/9                                           | 1位  |
| 10th | 1993年11月1日  | Phi                       | CD CT MD Blu-spec CD2+DVD       | SRCL-2766 SRTL-1884 SRYL-7120 SRCL-30030/1                       | 2位  |
| 11th | 1994年12月10日 | Phi II                    | CD CT MD Blu-spec CD2+DVD       | SRCL-3087 SRTL-1877 SRYL-7120 SRCL-30033/4                       | 3位  |
| 12th | 1995年11月23日 | SORRY MUSIC ENTERTAINMENT | 2-CD 2-Blu-spec CD2+DVD         | SRCL-3400/1 SRCL-30035/7                                         | 6位  |
| 13th | 1996年3月21日  | H2O                       | CD CT Blu-spec CD2+DVD          | SRCL-2428 SRTL-1819 SRCL-30038/9                                 | 6位  |
| 14th | 1997年3月1日   | PUSHED RICE               | CD Blu-spec CD2+DVD             | SRCL-3766 SRCL-30040/1                                           | 2位  |
| 15th | 2007年9月5日   | komedia.jp                | CD+DVD CD Blu-spec CD2+DVD      | SRCL-6615/6(初回) SRCL-6617 SRCL-30042/3                         | 10位 |
| 16th | 2009年10月14日 | SUNRICE                   | CD+DVD 2-CD CD Blu-spec CD2+DVD | SRCL-7124/5(初回A) SRCL-7126/7(初回B) SRCL-7128 SRCL-30044/5     | 8位  |

#### ベスト・アルバム
|                    | 発売日         | タイトル                  | 規格                                  | 規格品番                      |
| ------------------ | -------------- | ------------------------- | ------------------------------------- | ----------------------------- |
| シングルベスト     | 1987年6月21日  | SINGLES                   | CD CT                                 | 28DH-686 20KH-2217            |
| ベストアルバム     | 1995年2月20日  | DECADE                    | CD CT MD                              | SRCL-3185 SRTL-1946 SRYL-7191 |
| シングルベスト     | 1997年3月31日  | HARVEST SINGLES 1985-1992 | CD                                    | SRCL-3781                     |
| シングルベスト     | 1997年6月1日   | HARVEST SINGLES 1992-1997 | CD                                    | SRCL-3951                     |
| 企画ベスト         | 1999年1月30日  | STAR BOX                  | CD                                    | SRCL-4459                     |
| 企画ベスト         | 2001年12月5日  | STAR BOX EXTRA 米米CLUB   | CD                                    | MHCL-48                       |
| ファン投票ベスト   | 2005年10月21日 | 米 〜Best of Best〜       | 2-CD+DVD 2-CD                         | SRCL-5993/5 SRCL-5996/7       |
| コンプリートベスト | 2017年8月8日   | LAST BEST 〜豊作参舞〜    | 4-Blu-spec CD2+Blu-ray 3-Blu-spec CD2 | SRCL-30046/50 SRCL-30051/3    |

#### その他
|                  | 発売日        | タイトル                                                    | 規格 | 規格品番    |
| ---------------- | ------------- | ----------------------------------------------------------- | ---- | ----------- |
| サウンドトラック | 1992年6月10日 | K2C produce ICTL                                            | CD   | SRCL-2415   |
| サウンドトラック | 1992年9月22日 | K2C produce ICTL No.2                                       | CD   | SRCL-2481   |
| ライブアルバム   | 1997年8月8日  | THE LAST SYMPOSIUM 〜米米CLUBラスト・ライブ in 東京ドーム〜 | 3-CD | SRCL-3994/6 |

#### 再発版
| 1991年9月1日   | 1st〜4th（SRCL-2037〜2040）                                                         |
| 1997年3月31日  | 1st〜2nd、SINGLES、3rd〜6th、8th、10th〜13th （SRCL-3782〜3792、10th・11thは2枚組） |
| 2015年10月21日 | 1st〜16th（SRCL-30012〜30045）                                                      |

### 映像作品
ミュージック・ビデオ
|     | 発売日        | タイトル                      | 規格         | 規格品番                              |
| --- | ------------- | ----------------------------- | ------------ | ------------------------------------- |
| 1st | 1987年7月22日 | 米米TV ONODA-SAN              | VHS LD β     | 48ZH-135 58LH-135 48QH-135            |
| 2nd | 1991年9月21日 | K2C2 KOME KOME CLUB CREATORS  | VHS LD 8mm β | SRVM-276 SRLM-276 SRWM-6276 SRUM-3276 |
| 3rd | 1997年3月31日 | KOME KOME CLUB HISTORY RICISM | VHS LD DVD   | SRVM-5552 SRLM-5552 SRBL-1057         |

ライブ・ビデオ
|      | 発売日         | タイトル                                                                         | 規格         | 規格品番                                        |
| ---- | -------------- | -------------------------------------------------------------------------------- | ------------ | ----------------------------------------------- |
| 1st  | 1989年7月21日  | 米米CLUB大全集Vol.7 SHARISHARISM 7 Kick-Knock                                    | VHS LD 8mm   | 48ZH-249 48LH-249 CSWM-6156                     |
| 2nd  | 1989年8月10日  | 米米CLUB大全集Vol.8 SHARISHARISM 7 2much-2ist                                    | VHS LD 8mm   | 48ZH-250 48LH-250 CSWM-6157                     |
| 3rd  | 1989年8月21日  | 米米CLUB大全集Vol.9 SHARISHARISM 7 Co-Conga                                      | VHS LD 8mm   | 48ZH-251 48LH-251 CSWM-6158                     |
| 4th  | 1990年4月21日  | 米米CLUB大全集Vol.1 DEBUT SHARISHARISM                                           | VHS LD 8mm β | CSVM-175 CSLM-175 CSWM-6175 CSUM-3175           |
| 5th  | 1990年9月21日  | 米米CLUB大全集Vol.10 TiTi SHARISHARISM TARO                                      | VHS LD 8mm β | CSVM-203 CSLM-203 CSWM-6203 CSUM-3203           |
| 6th  | 1990年9月21日  | 米米CLUB大全集Vol.11 HaHa SHARISHARISM TARO                                      | VHS LD 8mm β | CSVM-204 CSLM-204 CSWM-6204 CSUM-3204           |
| 7th  | 1991年2月21日  | 米米CLUB大全集Vol.12 SHARISHARISM ART WORK ART UP                                | VHS LD 8mm β | CSVM-233 CSLM-233 CSWM-6233 CSUM-3233           |
| 8th  | 1991年2月21日  | 米米CLUB大全集Vol.13 SHARISHARISM ART WORK WORK UP                               | VHS LD 8mm β | CSVM-234 CSLM-234 CSWM-6234 CSUM-3234           |
| 9th  | 1991年8月1日   | 米米CLUB大全集Vol.14 ANTI SHARISHARISM 右脳と左脳の恋物語                        | VHS LD 8mm β | CSVM-265 CSLM-265 CSWM-6265 CSUM-3265           |
| 10th | 1992年3月1日   | 米米CLUB大全集Vol.15 完結編 英雄伝説 AU SHARISHARISM                             | VHS LD β     | SRVM-301〜302 SRLM-301〜302 SRUM-301〜302       |
| 11th | 1993年7月10日  | The 8th ANNIVERSARY SHARISHARISM ACE THE 8TH OF ACE                              | VHS LD 8mm   | SRVM-352 SRLM-352〜353 SRWM-6352〜6353          |
| 12th | 1995年2月20日  | 10th ANNIVERSARY LIVE VIDEO SHARISHARISM IOTA                                    | VHS LD       | SRVM-449 SRLM-449                               |
| 13th | 1995年3月24日  | 10th ANNIVERSARY LIVE VIDEO SHARISHARISM THETA                                   | VHS LD       | SRVM-434 SRLM-434                               |
| 14th | 1996年4月1日   | a K2C ENTERTAINMENT OPERA BLUE                                                   | VHS LD       | SRVM-517 SRLM-517                               |
| 15th | 1996年9月21日  | 米米CLUB大全集Vol.4 SUEC TV RECITAL                                              | VHS          | SRVM-545                                        |
| 16th | 1997年6月21日  | a K2C ENTERTAINMENT THE LAST SYMPOSIUM                                           | VHS LD DVD   | SRVM-5570〜5571 SRLM-5570〜5571 SRBL-1062〜1063 |
| 17th | 1997年7月21日  | komecetera 米米CLUB大全集Vol.2,3合併号 輝け! 初期の米米CLUB PIT 3DAYS            | VHS          | SRVM-5579                                       |
| 18th | 1997年7月21日  | komecetera 米米CLUB大全集Vol.5,6合併号 B.C. SHARISHARISM                         | VHS          | SRVM-5580                                       |
| 19th | 2018年8月8日   | a K2C ENTERTAINMENT TOUR 2017 ～おせきはん～                                     | BD           | SRXL-168～169（初回版） SRXL-170（通常版）      |
| 20th | 2019年8月7日   | a K2C ENTERTAINMENT TOUR 2019 ～おかわり～                                       | BD DVD       | SRXL-218 SRBL-1857                              |
| 20th | 2020年12月23日 | a K2C ENTERTAINMENT TOUR 2019～おかわり～ [SING for ONE ～Best Live Selection～] | BD DVD       | SRXL-296 SRBL-1939                              |
| 21st | 2021年4月14日  | a K2C ENTERTAINMENT 2020 ～OMUSUBI～                                             | BD DVD       | SRXL-298〜299 SRBL-1698〜1699                   |
| 22nd | 2022年8月10日  | a K2C ENTERTAINMENT TOUR 2021 ～大芸術祭～                                       | BD DVD       | SRXL-360〜361 SRBL-2060〜2061                   |

ボックス・セット
|     | 発売日         | タイトル                             | 規格 | 規格品番        |
| --- | -------------- | ------------------------------------ | ---- | --------------- |
| 1st | 2007年2月21日  | a K2C ENTERTAINMENT DVD BOX 米盛 I   | DVD  | SRBL1301〜1312  |
| 2nd | 2007年12月26日 | a K2C ENTERTAINMENT DVD BOX 米盛 III | DVD  | SRBL1341〜1343  |
| 3rd | 2008年8月8日   | a K2C ENTERTAINMENT DVD BOX 米盛 II  | DVD  | SRBL1351〜1362  |
| 4th | 2010年8月8日   | a K2C ENTERTAINMENT DVD BOX 米盛 IV  | DVD  | SRBL1423〜14235 |
| 5th | 2013年6月26日  | a K2C ENTERTAINMENT DVD BOX 米盛 V   | DVD  | SRBL1576〜1579  |

ドキュメンタリー
|     | 発売日        | タイトル           | 規格 | 規格品番  |
| --- | ------------- | ------------------ | ---- | --------- |
| 1st | 1997年6月21日 | THE BEST SYMPOSIUM | VHS  | SRVM-5572 |

シングル
|     | 発売日       | タイトル | 規格 | 規格品番 |
| --- | ------------ | -------- | ---- | -------- |
| 1st | 2012年8月8日 | 天然の美 | DVD  | SRBL1540 |

再発版
| 1997年7月21日 | 『米米CLUB大全集Vol.1』〜『Vol.15』 再発 （SRVM-5579〜5589） |

## 提供作品
- 松田聖子
  - 「ピンクの豹」（作曲）
- 田中一郎
  - 「Bulldog（一晩中）」（作詞）
- 郷ひろみ
  - 「ラジオに風が吹く」（作曲）
- 少女隊
  - 「Top of The Tokio」、「仲間はずれだね」、「景色が変わる」、「Jey」（作曲）
- 井上睦都実
  - 「ベッドルーム」（作曲）
- 堺正章
  - 「遠い岸辺」、「CATCH ME」（作詞、作曲）
- 安達祐実
  - 「GOOD NIGHT」（作詞、作曲）
- 中村雅俊
  - 「迷いながら」、「ガラスのほほえみ」、「イリュージョン」（作詞、作曲）
- PLATINUM SAX
  - 「ハードデイズララバイ」（作詞、作曲）
- 宝塚歌劇団花組
  - 「Put on the cross my heart」（作詞、作曲）

## 映画出演
- 微熱少年（1987年、東宝、松本隆監督） - 役名はなし。パーティ会場のエキストラとして全員出演。
- 山田村ワルツ（1988年、松竹、金子修介監督） - 米米CLUB（本人） 役（カールスモーキー石井、ジェームス小野田ら5人が出演）。演奏、歌唱のみでセリフはない。「東京から呼んだ楽隊」と呼ばれ、マイマイクラブと呼び間違えられるなど、徹底してコミカルな扱いである。クレジットは「米米クラブ」（片仮名表記）で個人名なし。

## ライブ
コンサート・ツアー
| - DEBUT SHARISHARISM（1986年） - NEO SHARISHARISM（1986年） - RADICAL SHARISHARISM（1986年 - 1987年） - POST SHARISHARISM（1987年） - ハードボイルド・ダンディズム編 - ハワイアン・エキゾチカ編 - パラディソ・ミュージアム編 - LAST SHARISHARISM（1987年 - 1988年） - 大江戸編 - スペース編 - B.C. SHARISHARISM（1988年 - 1989年） - B級編 - C級編 - D級編 - スマイリー小野田とベルベットハーモニーズ 魅惑のディナーショー'88 - 帰ってきたB.C. SHARISHARISM（1989年） - 帰ってきたB9編 - 帰ってきたC9編 - 帰ってきたD9編 - a K2C ENTERTAINMENT SHARISHARISM 7（1989年） - Kick-Knock - 2much 2ist - Co-Conga - a K2C ENTERTAINMENT SHARISHARISM TARO（1990年） - TiTi - HaHa - a K2C ENTERTAINMENT SHARISHARISM ART WORK（1990年） - ART UP - WORK UP - a K2C ENTERTAINMENT ANTI SHARISHARISM 右脳と左脳の恋物語（1991年） - UNO編 - SANO編 | - a K2C ENTERTAINMENT AU SHARISHARISM（1991年） - A編 - U編 - a K2C ENTERTAINMENT SHARISHARISM DECADENCE（1992年） - 魅惑の歌謡ショー 素顔のママ - 疑惑の多様ショー 素直なパパ - a K2C ENTERTAINMENT SHARISHARISM THETA（1993年 - 1994年） - ピタゴラスの接吻 - ピタゴラスの抱擁 - a K2C ENTERTAINMENT SHARISHARISM IOTA（1994年） - TENthEVE（1994年） - a K2C ENTERTAINMENT OPERA BLUE（1995年） - a K2C ENTERTAINMENT 米米CLUB 再会感激祭（2006年） - マエノマツリ編 - アトノマツリ編 - a K2C ENTERTAINMENT 米米CLUB 熱帯歌謡祭（2007年） - a-nation'07 - アソノマツリ - 広島sound marina - a K2C ENTERTAINMENT 米米CLUB 再々感激祭「ホントマツリ」編 ～マエ編とアト編で忙しくて忘れてました～（2007年） - a K2C ENTERTAINMENT 2009 KOME KOME CLUB*SUNRICE - 宇宙からの地球編 - 地球からの宇宙編 - LOVE SUNRICE編 - SUNRICE LIVE編 - A KOME KOME CLUB ENTERTAINMENT 2012 米米倶楽部熱烈巡回公演 天然 〜NATURAL〜 - A KOME KOME CLUB ENTERTAINMENT 2013 大天然祭 SUPER NATURAL CARNIVAL 〜大漁歌い込み〜 - a K2C ENTERTAINMENT TOUR 2017 〜おせきはん〜 - a K2C ENTERTAINMENT TOUR 2019 ～おかわり～ - a K2C ENTERTAINMENT TOUR 2021 ～大芸術祭～ |

単発コンサート
- 輝け！米米CLUB大全集（1988年）
- a K2C ENTERTAINMENT SHARISHARISM ACE -THE 8TH OF ACE-（1993年）
- CCC大集会 〜サンタがSORRYにのってやってくる！〜（1995年）
- a K2C ENTERTAINMENT THE LAST SYMPOSIUM（1997年）
- 米米CLUB無観客配信LIVE「OMUSUBI」（2020年）

## タイアップ一覧
| 楽曲                             | タイアップ                                                                                  |
| -------------------------------- | ------------------------------------------------------------------------------------------- |
| Shake Hip!                       | 味の素 TERRA CMソング（1986年）※本人出演                                                    |
| Paradise                         | 味の素 Teens' CMソング（1987年）                                                            |
| 嫁津波                           | 映画「山田村ワルツ」主題歌（1988年）                                                        |
| 加油 (GAYU)                      | 映画「最終教師」挿入歌（1988年）                                                            |
| TIME STOP                        | AIWA シュトラッサー CMソング（1988年）                                                      |
| 僕らのスーパーヒーロー           | AIWA シュトラッサー CMソング（1988年）                                                      |
| いつのまにか                     | 腕時計CMソング（未詳）                                                                      |
| FUNK FUJIYAMA                    | SONY マルチディスクプレーヤー CMソング（1989年）※本人出演                                   |
| インサートデザート               | SONY マルチディスクプレーヤー CMソング（1990年）※本人出演                                   |
| 浪漫飛行                         | 日本航空 '90沖縄キャンペーン CMソング（1990年）※本人出演                                    |
| I・CAN・BE                       | マツダ・オートザムAZ-3 CMソング（1991年）※『K2C』収録版                                     |
| Funk-a-ねーちゃん                | 久光製薬 Freshing CMソング（1991年）※本人出演                                               |
| ひとすじになれない               | SONY ビデオカセットV CMソング（1991年）※本人出演                                            |
| 君がいるだけで                   | フジテレビ系ドラマ「素顔のままで」主題歌（1992年）                                          |
| 君がいるだけで                   | プレミアアンチエイジング「CANADEL」 CMソング（2022年）                                      |
| 愛 Know マジック                 | SONY ビデオカセットV CMソング（1992年）※本人出演                                            |
| ごきげんよう! PARTY NIGHT        | TBS系「生生生生ダウンタウン」オープニングテーマ（1992年）                                   |
| 愛はつづいてる                   | テレビ朝日系「スポーツフロンティア」エンディングテーマ                                      |
| オーチャンガ                     | ポッカコーポレーション「はいお茶 涼水仕立て」CMソング（1992年）                             |
| ときの旅路                       | 映画「REX 恐竜物語」主題歌（1993年）                                                        |
| GOOD NIGHT                       | 映画「REX 恐竜物語」挿入歌（1993年）                                                        |
| 愛はふしぎさ                     | TDK NEW AD CMソング（1993年）※本人出演                                                      |
| DAY DREAM                        | JAL '93イメージソング （1993年）※本人出演                                                   |
| 抱きしめたい                     | 味の素 「ちゃんとちゃんと」キャンペーン CMソング（1993年）                                  |
| 上を向いて唄おう                 | 日本テレビ系 「投稿!特ホウ王国」エンディングテーマ（1993年）                                |
| ア・ブラ・カダ・ブラ             | 「LIVE UFO '94」イメージソング（1994年）※本人出演                                           |
| ア・ブラ・カダ・ブラ             | コーセー ルシェリ CMソング（1994年）                                                        |
| 今夜はフル回転                   | サルティンバンコ イメージソング（1994年）                                                   |
| 俺色にそまれ                     | TBS系「アジア大会広島 '94」イメージソング（1994年）                                         |
| SUCSESSO -OBRIGADO!! ZICO-       | 「ZICO CARNIVAL '94」イメージソング（1994年）                                               |
| 手紙                             | 映画「河童」主題歌（1994年）                                                                |
| ひだまり                         | 映画「河童」挿入歌（1994年）                                                                |
| Child's days memory              | フジテレビ系「ポンキッキーズ」内『P-Kiesメロディ』（1995年-1996年）                         |
| ワンダブルSUNでぃ                | アサヒビール ダブル酵母 CMソング（1995年）※本人出演                                         |
| でましたプルルンじーさん         | パーラーひまわり CMソング（1995年）                                                         |
| I'm Sorry                        | 広瀬蒲鉾店 CMソング（1995年）                                                               |
| 虫の息                           | 寿がきや食品 みそ煮込みうどん CMソング（1995年）                                            |
| スカンジナビアで逢いませう       | ウォッチマン CMソング（1995年）                                                             |
| プヨプヨ                         | 島銀本店 CMソング（1995年）                                                                 |
| プロは大変だ                     | オタッキー CMソング（1995年）                                                               |
| ポンコツ君とガラクタ君           | ダイコク電機 ポケロボ CMソング（1995年）                                                    |
| タトゥーレ                       | 奈良大学 CMソング（1995年）                                                                 |
| MY GIRL 第3章                    | ナカイ工務店 CMソング（1995年）                                                             |
| THE HAIR                         | アーバン建物 CMソング（1995年）                                                             |
| 金・金・金                       | 毛髪クリニックリーブ21 CMソング（1995年）                                                   |
| マンボ踊り                       | 萬坊いかしゅうまい CMソング                                                                 |
| VIVA PEPE                        | ポプラ CMソング（1995年）                                                                   |
| ハードで行こう                   | 広島YMCA CMソング（1995年）                                                                 |
| いただきました                   | みやましめじ CMソング（1995年）                                                             |
| サマーラブストーリー             | スペースワールド CMソング（1995年）                                                         |
| てんぱってんだよ                 | えがしら CMソング（1995年）                                                                 |
| JUST MY FRIEND                   | フジテレビ系「なるほど!ザ・ワールド」オープニングテーマ（1995年-1996年）                    |
| おつかれ CHEER UP!               | アサヒビール ダブル酵母 CMソング（1995年）※本人出演                                         |
| すべてはホントでウソかもね       | TBS系ドラマ「新婚なり!」主題歌（1995年）                                                    |
| STYLISH WOMAN                    | TBS系ドキュメンタリー番組「海の向こうで暮らしてみれば」主題歌（1996年）                     |
| Special Love                     | TBS系「ランク王国」オープニングテーマ（1997年）                                             |
| アイコトバはア・ブラ・カダ・ブラ | トヨタ自動車 bB CMソング（2006年）                                                          |
| 君を離さない                     | 日本テレビ系「ドラマ・コンプレックス」7月-9月期テーマソング（2006年）                       |
| WE ARE MUSIC!                    | トヨタ自動車 bB CMソング（2006年）※本人出演                                                 |
| イッショケンメ・ソング           | ベネッセコーポレーション いぬのきもち CMソング（2006年）                                    |
| 俺たちの想い                     | ミュージカルドラリオン第5期テーマ曲（2007年）                                               |
| つ・よ・が・り                   | TBS系ドラマ「猟奇的な彼女」主題歌（2008年）                                                 |
| 君がいるだけで                   | TOYOTA ノア CMソング（2009年）                                                              |
| Shake Hip! ROYALMIX version      | JT Roots リアルブレンドロイヤルミックス CMソング（2009年）※本人出演                         |
| コドモナオトナ                   | NHK BSプレミアム プレミアムドラマ「PTAグランパ!」「PTAグランパ2!」主題歌（2017年 - 2018年） |
| 愛を米て                         | 映画「大コメ騒動」主題歌（2021年）                                                          |

## 出演番組
- ラジオDE ME HER 米米グラフィティ･･･略して米グラ（1985年10月 - 1986年4月、文化放送）
- 週刊米米新聞（文化放送）

## 書籍
- 罪と罪 - 米米クラブ大全集第1回配本 （著者:米米クラブ、1987年7月15日発行、ソニー・マガジンズ）
- 車輪の上 - 米米クラブ大全集第2回配本 （著者:米米クラブ、1988年2月20日発行、ソニー・マガジンズ）
- VISUAL ENTERTAINMENT MAGAZINE vol.1 1991 AUTUMN ISSUE（通称：E本）
- VISUAL ENTERTAINMENT MAGAZINE vol.2 1992 AUTUMN ISSUE（通称：N本）
- VISUAL ENTERTAINMENT MAGAZINE vol.3 1994 AUTUMN ISSUE（通称：T本）
- 米の器 - 米米CLUB大全集完結編 （1993年6月4日発行、ソニー・マガジンズ）
- DECADE〜カールスモーキー石井の米米十年戦争〜 （著者:カールスモーキー石井、インタビュアー:渋谷陽一、1995年2月28日発行、ロッキング・オン）
- アートの祭り （著者:カールスモーキー石井、1994年4月発行、幻冬舎）
- 一人芸 （著者:米米CLUB、1995年7月9日発行、幻冬舎）
- クラブ芸 （著者:カールスモーキー石井、1996年1月31日発行、幻冬舎）
- ビラダテ （著者:米米CLUB、1996年3月21日発行、ソニー・マガジンズ）
- THE LOST SYMPOSIUM
- SHARISHARISM（写真集）
- 米米倉庫vol.1（単行本）（著者:米米CLUB、管理人:カールスモーキー石井、2006年8月30日発行、TOKYO FM出版）
- 米米倉庫vol.2（単行本）（著者:米米CLUB、管理人:カールスモーキー石井、2006年12月12日発行、TOKYO FM出版）
- 米米倉庫vol.3（単行本）（著者:米米CLUB、管理人:カールスモーキー石井、2007年9月5日発行 TOKYO FM出版）
- 米米大全 - デビュー前から解散まで、“パチパチ”誌面の“全米米記録”といっても過言ではない本（ソニー・マガジンズ）
- 全米 (ZENMAI)（著者:米米CLUB、2006年9月28日発行、ソニー・マガジンズ）
- 全米米　(ZENMAIMAI)（著者:米米CLUB、2007年4月21日発行、ソニー・マガジンズ）
- 米米CLUB BEST LIVE DVD BOOK （2012年12月21日発行、宝島社）

## NHK紅白歌合戦出場歴
| 年度/放送回               | 回 | 曲目 | 出演順/出場者数 | 対戦相手                        |
| ------------------------- | -- | --- | --------------- | ------------------------------- |
| 1992年（平成4年）/第43回  | 初 | 君がいるだけで〜紅白バージョン〜 - 「君がいるだけで」 - 「なんちゅうこというの」 | 22/28           | 小林幸子                        |
| 1994年（平成6年）/第45回  | 2  | 手紙〜紅白バージョン〜 - 「手紙」 - 「浪漫飛行」 | 9/25            | DREAMS COME TRUE                |
| 1995年（平成7年）/第46回  | 3  | 米米CLUBヒット・メドレー - DYNAMITE DIGEST SHOW - - 「JUST MY FRIEND」 - 「sûre danse」 - 「I・CAN・BE」 - 「愛はふしぎさ」 - 「ア・ブラ・カダ・ブラ」 - 「浪漫飛行」 - 「KOME KOME WAR」 - 「君がいるだけで」 - 「ワンダブルSUNでぃ」 - 「Shake Hip!」 | 12/25           | 松田聖子                        |
| 1996年（平成8年）/第47回  | 4  | 浪漫飛行 | 14/25           | globe                           |
| 2007年（平成19年）/第58回 | 5  | 愛君浪漫 - 「愛してる」 - 「君がいるだけで」 - 「浪漫飛行」 | 9/27            | AKB48、リア・ディゾン、中川翔子 |